# Nová doba

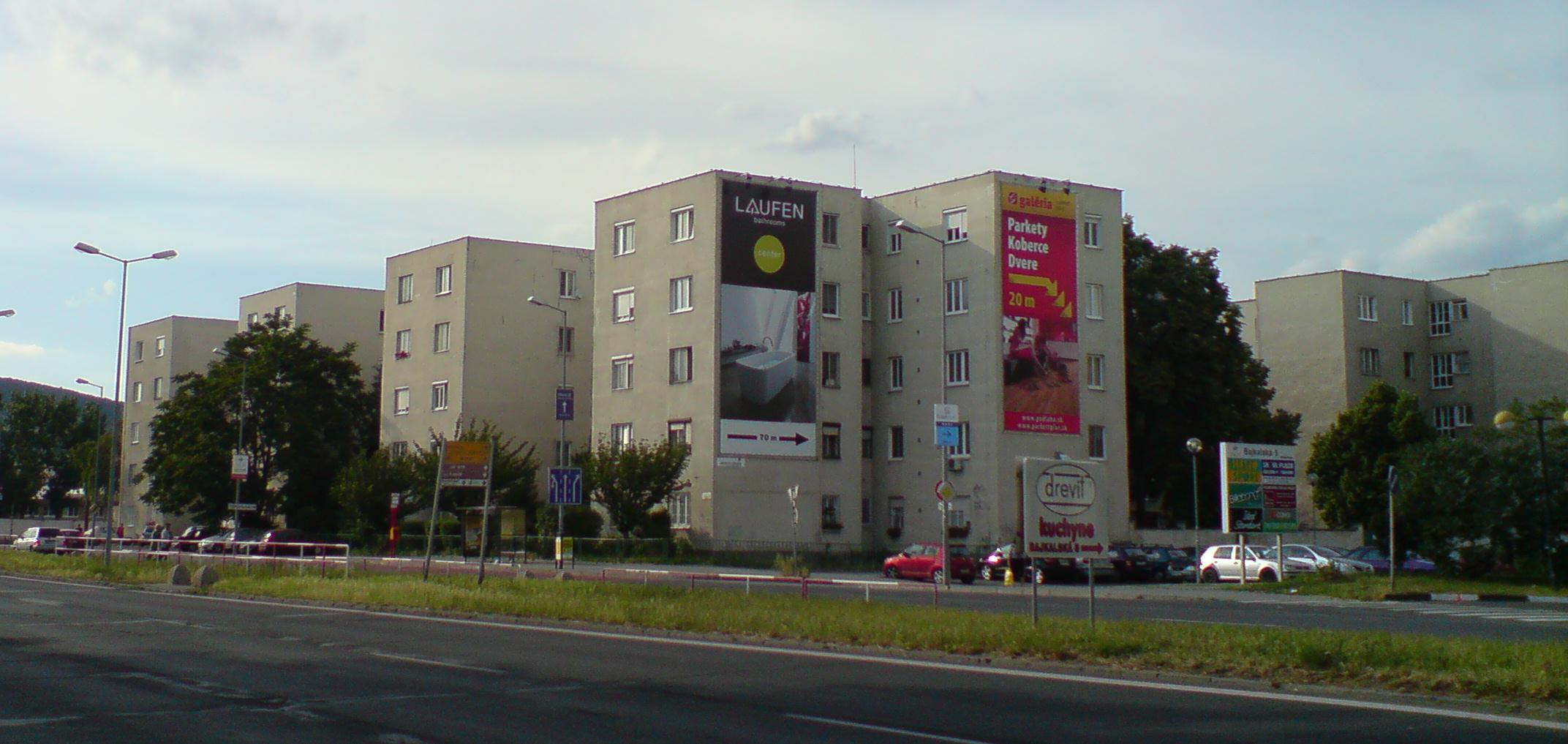
Nová doba

Nová doba – osiedle mieszkaniowe na ulicy Vajnorskiej w Bratysławie, na Słowacji, wybudowane w 1932 roku według projektu architektów Fridricha Weinwurma (1885–1942) i Ignacego Vécsei (1883–1944). Jest to doskonały przykład nowego podejścia podejmowanego w celu rozwiązywania problemów społecznych mieszkań miejskich, technicznych i ekonomicznych. Prace związane są z socjalistyczną koncepcję minimum mieszkalnego (Karel Teige, 1932) oraz jest bliskie idei funkcjonalizmu.